# 毛里訥河
53°52′39.75″N 10°58′26″E / 53.8777083°N 10.97389°E

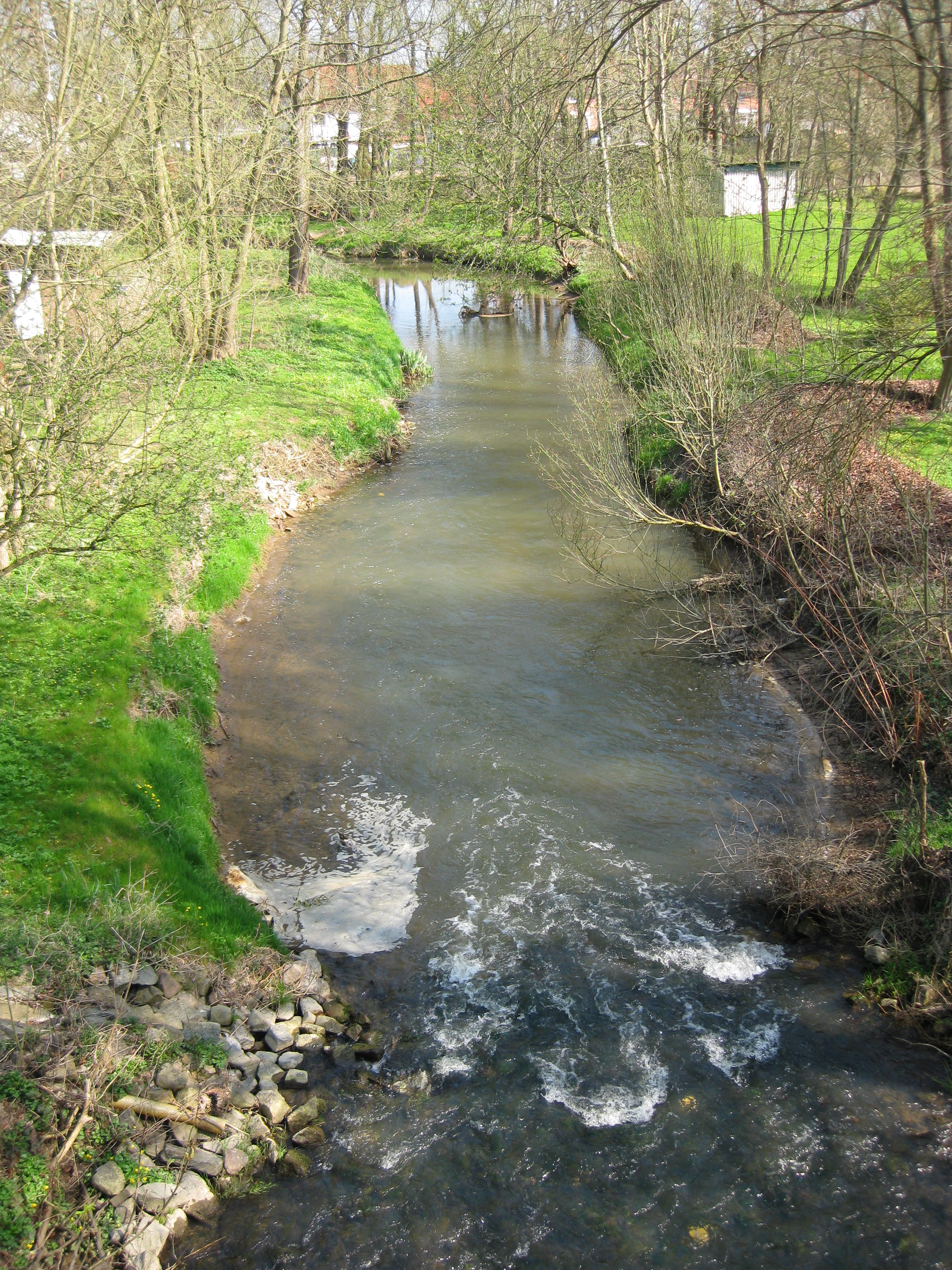
毛里訥河

毛里訥河（德語：Maurine），是德國的河流，位於該國東北部，由梅克倫堡-前波美拉尼亞州負責管轄，屬於施泰珀尼茨河的左支流，河道全長20公里，流域面積167平方公里。